# Pieśń V (inc. Wieczna sromota i nienagrodzona Szkoda)
Pieśń V [inc. Wieczna sromota i nienagrodzona Szkoda] (znana również jako Pieśń o spustoszeniu Podola) – pieśń Jana Kochanowskiego, napisana prawdopodobnie w 1575 roku, opublikowana po raz pierwszy w 1586 roku w zbiorze Pieśni Jana Kochanowskiego księgi dwoje jako piąta pieśń części Księgi wtóre. Utwór powstał w reakcji na napad tatarski na Podole w czasie bezkrólewia w 1575 roku. Należy do najbardziej znanych pieśni Kochanowskiego, w XVI i XVII w. doczekała się licznych przeróbek i adaptacji (trawestował ją m.in. po łacinie Maciej Kazimierz Sarbiewski).
Pieśń pisana jest czterowersem sylabicznym (11-zgłoskowym). Jest zabarwiona ironią, szyderstwem i krytyką społeczeństwa, które dopuściło do tatarskiego napadu. Akcentowaniu gwałtownych emocji podmiotu służy zastosowanie licznych przerzutni i umieszczenie najmocniejszej granicy składniowej w klauzuli drugiego wersu, co dzieliło strofę na dystychy. Wywołaniu emocji odbiorcy służą natomiast liczne alegorie, kontrastowe zestawienia oraz wzmocnienie obraźliwego przysłowia Polak mądr po szkodzie poprzez zmienienie je na silniejsze i przed szkodą i po szkodzie głupi.